# Oosterkerk (Utrecht)
De Oosterkerk was een Gereformeerde Kerk aan de Maliebaan 53 in de Nederlandse stad Utrecht. Deze kerk is in gebruik genomen op 1887 en gesloopt in 1984.
Deze kerk was gebouwd in eclectisch-neoclassicistische stijl en was voorzien van galerijen. De kerk stond op de hoek van de Maliebaan en de Burgemeester Reigerstraat en was beeldbepalend. Het enige weinige wat bewaard is gebleven van deze kerk is het antieke Ruprecht-orgel uit ca. 1715, dat hier in 1891 werd geplaatst en in 1985 een nieuwe bestemming kreeg in de Tuindorpkerk te Utrecht waar het tot op heden nog is. 
Dit orgel heeft overigens vele verhuizingen meegemaakt van onder andere uit de Minderbroederskerk te Roermond naar de Munsterkerk in dezelfde stad, om vervolgens naar de Gereformeerde Oosterkerk in Utrecht te verhuizen tot aan de sloop van de kerk.

## Fotogalerij

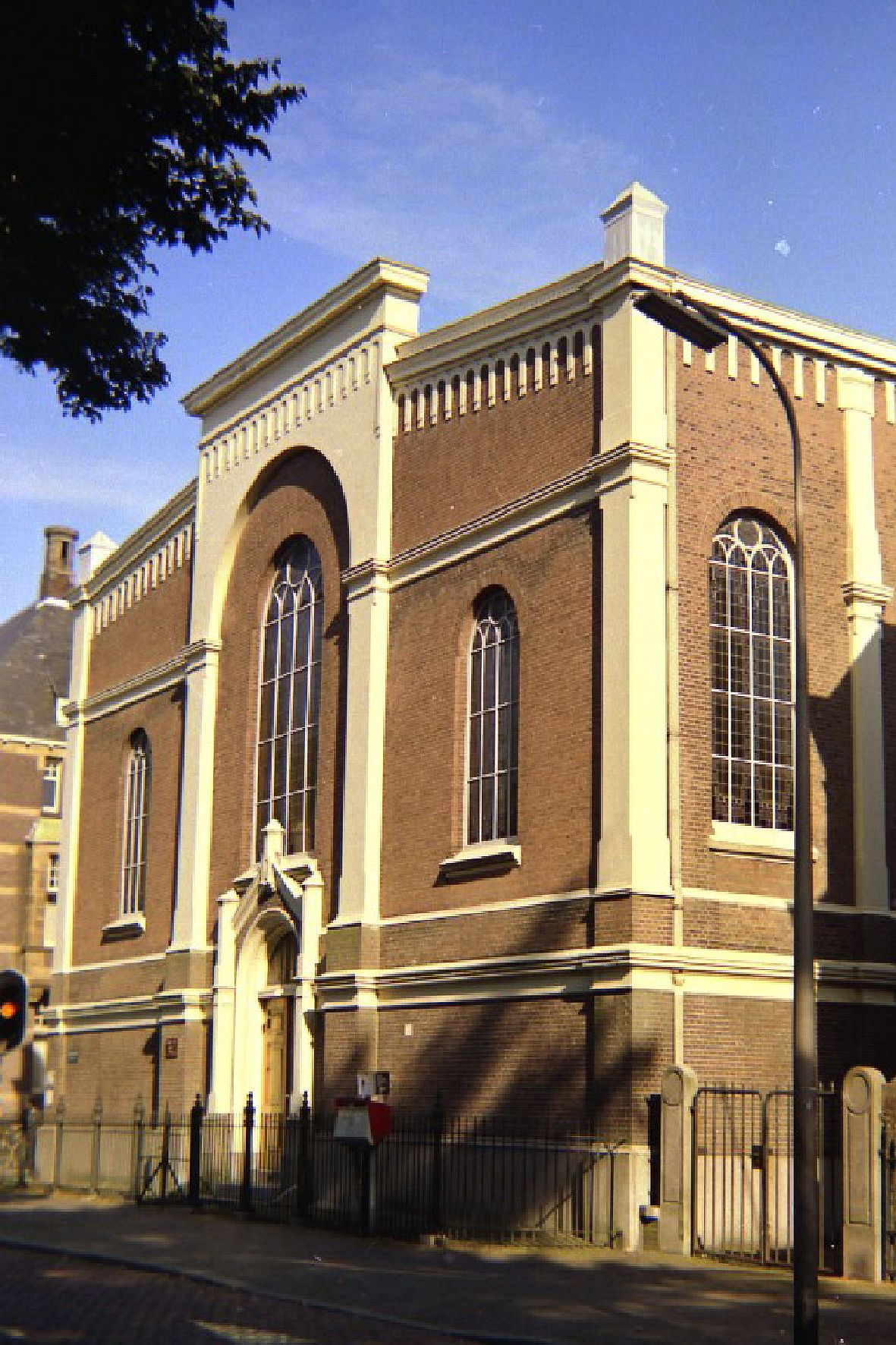
Oosterkerk hoek Burgemeester Reigerstraat en de Maliebaan 53 te Utrecht
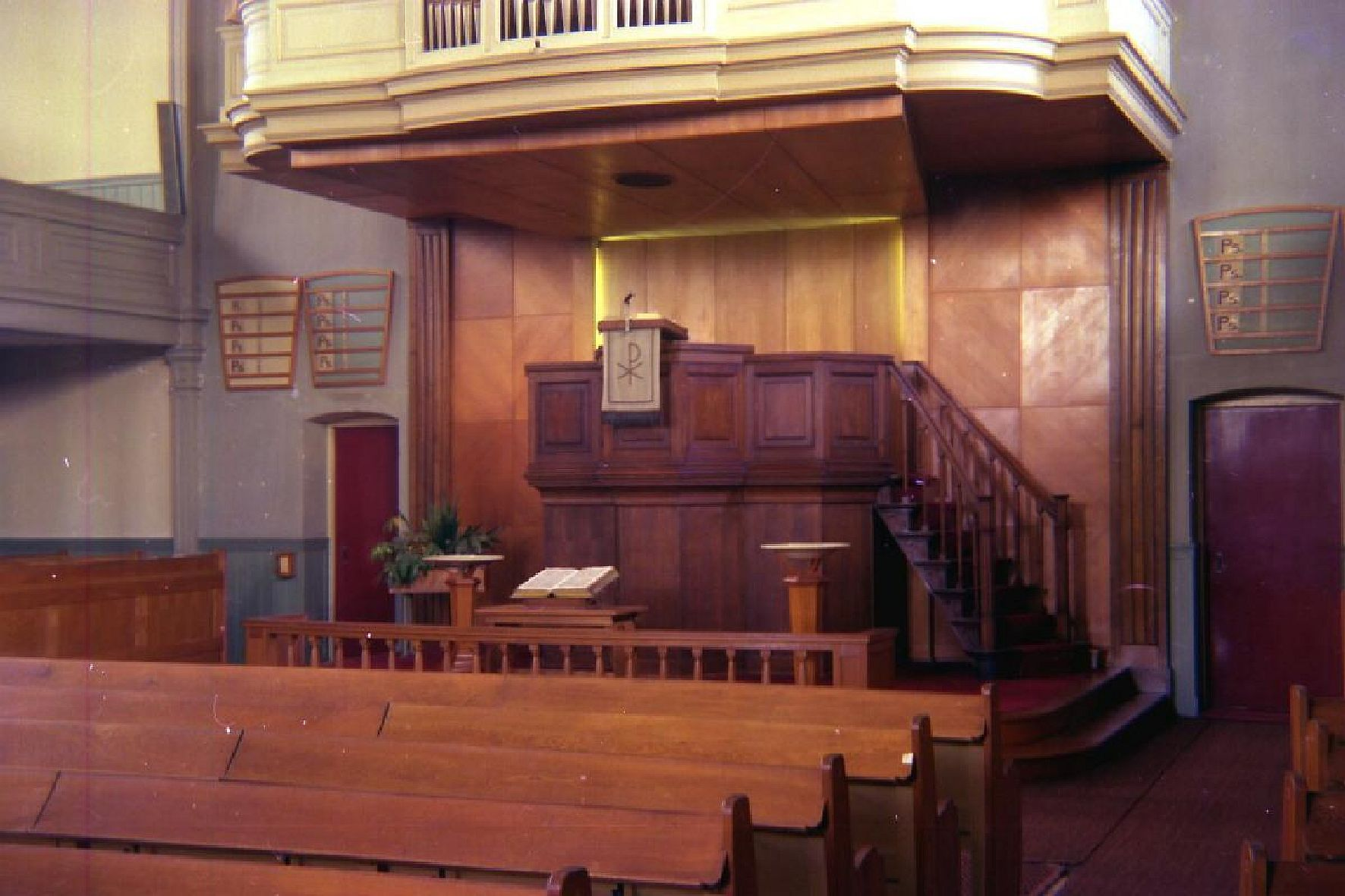
Kansel Oosterkerk Maliebaan 53 te Utrecht
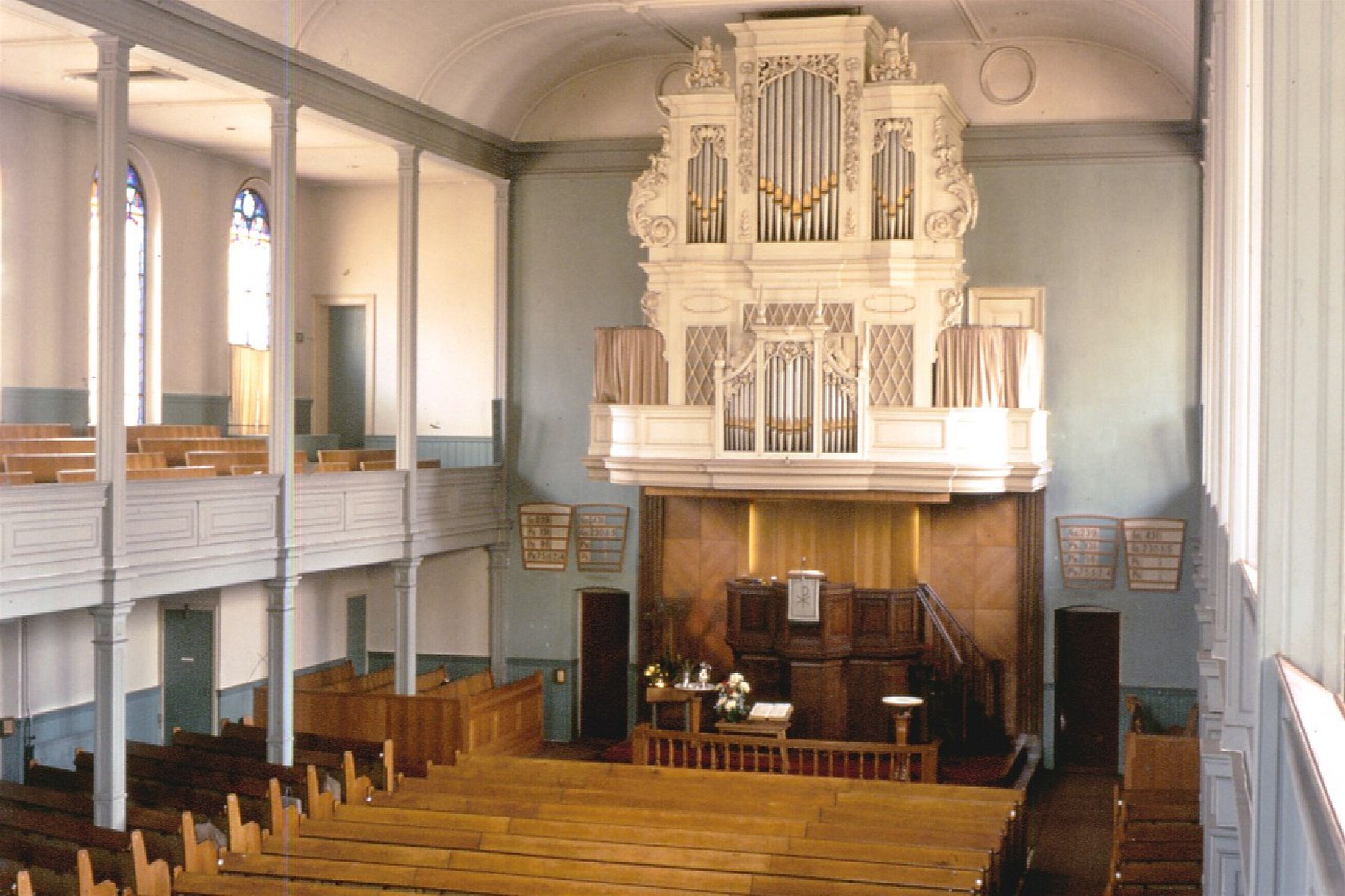
Kerkzaal met Ruprecht orgel in de Oostekerk Maliebaan 53 te Utrecht